# Octon
Octon è un comune francese di 447 abitanti situato nel dipartimento dell'Hérault nella regione dell'Occitania. L'abitato è posto ad ovest del Lago di Salagou, sul quale ha una spiaggia e dei camping.

## Altri progetti

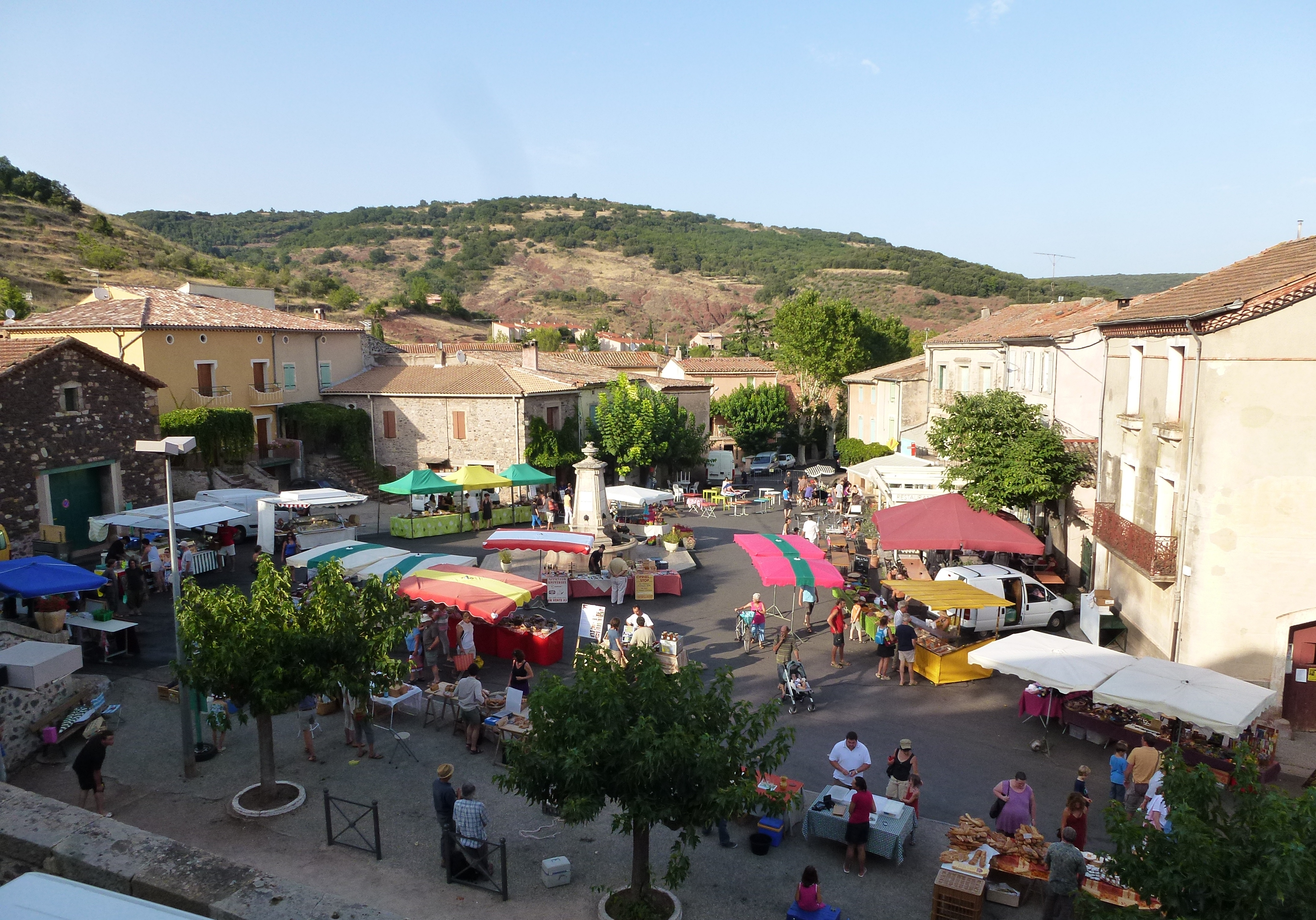
Grand Place in Octon 2012

## Società

### Evoluzione demografica
Abitanti censiti